# Llista de monuments de Flaçà
Llista de monuments de Flaçà inclosos en l'Inventari del Patrimoni Arquitectònic Català pel municipi de Flaçà (Gironès). Inclou els inscrits en el Registre de Béns Culturals d'Interès Nacional (BCIN) amb la classificació de monuments històrics, els Béns Culturals d'Interès Local (BCIL) de caràcter immoble i la resta de béns arquitectònics integrants del patrimoni cultural català.
| Monument                                        | Protecció   | Estil/època                                      | Localització                       | Coordenades                                          | Codi?         | Imatge |
| ----------------------------------------------- | ----------- | ------------------------------------------------ | ---------------------------------- | ---------------------------------------------------- | ------------- | --- |
| Can Llausàs, o Torre del Marquès de Vallgornera | BCIN 849-MH | Gòtic-renaixement, obra popular XVI-XVII         | Flaçà                              | 42° 03′ 00″ N, 2° 57′ 14″ E / 42.049925°N,2.953751°E | RI-51-0005900 | Can Llausàs (Flaçà) · Vegeu més fotos d'aquest monument · Carregueu una nova foto d'aquest monument                             |
| Can Vinyals                                     | BCIN 850-MH | Obra popular XVI                                 | Flaçà                              | 42° 03′ 16″ N, 2° 57′ 51″ E / 42.054360°N,2.964044°E | RI-51-0005901 | Carregueu una nova foto d'aquest monument                                                                                       |
| Escoles de Flaçà                                |             | Racionalisme XX Mitjan                           | Flaçà C. Comerç, la Bolla          | 42° 02′ 47″ N, 2° 57′ 10″ E / 42.046274°N,2.952873°E | IPA-20966     | Escoles de Flaçà · Vegeu més fotos d'aquest monument · Carregueu una nova foto d'aquest monument                                |
| Església parroquial de Sant Cebrià              |             | Barroc, neoclassicisme XVIII Final               | Flaçà Pl. de l'Església            | 42° 03′ 01″ N, 2° 57′ 12″ E / 42.050248°N,2.953440°E | IPA-20967     | Església parroquial de Sant Cebrià (Flaçà) · Vegeu més fotos d'aquest monument · Carregueu una nova foto d'aquest monument      |
| Mas Galceran                                    |             | Obra popular XVI                                 | Flaçà C. la Torre                  | 42° 03′ 02″ N, 2° 57′ 13″ E / 42.050617°N,2.953482°E | IPA-20970     | Mas Galceran (Flaçà) · Vegeu més fotos d'aquest monument · Carregueu una nova foto d'aquest monument                            |
| Ca n'Oller                                      |             | Obra popular XVIII Mitjan                        | Flaçà C. de les Feixes, 6          | 42° 02′ 58″ N, 2° 57′ 11″ E / 42.049541°N,2.953157°E | IPA-20971     | Ca n'Oller (Flaçà) · Vegeu més fotos d'aquest monument · Carregueu una nova foto d'aquest monument                              |
| Carrer de la Cellera                            |             | Obra popular XVI, XVII                           | Flaçà C. de la Cellera             | 42° 03′ 00″ N, 2° 57′ 13″ E / 42.050018°N,2.953676°E | IPA-20972     | Carrer de la Cellera (Flaçà) · Vegeu més fotos d'aquest monument · Carregueu una nova foto d'aquest monument                    |
| Can Silvestre                                   |             | Obra popular XVI                                 | Flaçà C. del Rec                   | 42° 02′ 59″ N, 2° 57′ 15″ E / 42.049838°N,2.954183°E | IPA-20973     | Can Silvestre (Flaçà) · Vegeu més fotos d'aquest monument · Carregueu una nova foto d'aquest monument                           |
| Can Guix                                        |             | Obra popular XVI                                 | Flaçà C. de la Cellera             | 42° 03′ 00″ N, 2° 57′ 10″ E / 42.049959°N,2.952872°E | IPA-20974     | Can Guix (Flaçà) · Vegeu més fotos d'aquest monument · Carregueu una nova foto d'aquest monument                                |
| Rectoria                                        |             | Obra popular XVIII Mitjan                        | Flaçà C. de la Cellera             | 42° 02′ 59″ N, 2° 57′ 12″ E / 42.049766°N,2.953283°E | IPA-20975     | Rectoria (Flaçà) · Vegeu més fotos d'aquest monument · Carregueu una nova foto d'aquest monument                                |
| Pont de Sobrànigues                             |             | Arquitectura del ferro XIX, XX Mitjan, XX Mitjan | Flaçà Sobre el riu Ter             | 42° 03′ 28″ N, 2° 57′ 48″ E / 42.057840°N,2.963321°E | IPA-20976     | Pont de Sobrànigues (Flaçà) · Vegeu més fotos d'aquest monument · Carregueu una nova foto d'aquest monument                     |
| Central Elèctrica Vinyals                       |             | Noucentisme Rafael Masó i Valentí XX (1920)      | Flaçà Ctra. de Sant Llorenç Arenes | 42° 03′ 21″ N, 2° 57′ 37″ E / 42.055794°N,2.960337°E | IPA-20977     | Central Elèctrica Vinyals (Flaçà) · Vegeu més fotos d'aquest monument · Carregueu una nova foto d'aquest monument               |
| Molí d'en Vinyals o del Ter                     |             | Obra popular XVIII                               | Flaçà Ctra. de Sant Llorenç Arenes | 42° 03′ 20″ N, 2° 57′ 36″ E / 42.055605°N,2.959926°E | IPA-20978     | Carregueu una nova foto d'aquest monument                                                                                       |
| Mas Roig                                        |             | Obra popular XVI                                 | Flaçà Camí del veïnat de Ferreres  | 42° 02′ 40″ N, 2° 57′ 41″ E / 42.044365°N,2.961341°E | IPA-20979     | Mas Roig (Flaçà) · Vegeu més fotos d'aquest monument · Carregueu una nova foto d'aquest monument                                |
| Xemeneia de la fàbrica Torras Domènech          |             | Obra popular XX Mitjan                           | Flaçà                              | 42° 02′ 57″ N, 2° 57′ 19″ E / 42.049190°N,2.955415°E | IPA-20982     | Xemeneia de la fàbrica Torras Domènech (Flaçà) · Vegeu més fotos d'aquest monument · Carregueu una nova foto d'aquest monument  |
| Mas Veguer, Can Morera                          |             | Renaixement XVII                                 | Flaçà C. Sant Josep, 11, la Bolla  | 42° 02′ 47″ N, 2° 57′ 25″ E / 42.046415°N,2.956993°E | IPA-20983     | Mas Veguer (Flaçà) · Vegeu més fotos d'aquest monument · Carregueu una nova foto d'aquest monument                              |
| Llinda al carrer Sant Josep, 7                  |             | Obra popular XVIII Inici                         | Flaçà C. Sant Josep, 10, la Bolla  | 42° 02′ 46″ N, 2° 57′ 27″ E / 42.046219°N,2.957449°E | IPA-20984     | Llinda al carrer Sant Josep, 7 (Flaçà) · Vegeu més fotos d'aquest monument · Carregueu una nova foto d'aquest monument          |
| Can Joher o la Grifa                            |             | Obra popular XVII                                | Flaçà C. Sant Josep, 14, la Bolla  | 42° 02′ 46″ N, 2° 57′ 29″ E / 42.046206°N,2.957968°E | IPA-20985     | Can Joher (Flaçà) · Vegeu més fotos d'aquest monument · Carregueu una nova foto d'aquest monument                               |
| Hostal Gran                                     |             | Obra popular XVIII Inici                         | Flaçà C. Sant Josep, 21            | 42° 02′ 47″ N, 2° 57′ 30″ E / 42.046449°N,2.958391°E | IPA-20986     | Hostal Gran (Flaçà) · Vegeu més fotos d'aquest monument · Carregueu una nova foto d'aquest monument                             |
| Centre històric de Flaçà                        |             |                                                  | Flaçà                              | 42° 03′ 00″ N, 2° 57′ 12″ E / 42.050126°N,2.953378°E | IPA-37875     | Centre històric de Flaçà · Vegeu més fotos d'aquest monument · Carregueu una nova foto d'aquest monument                        |
| Estació de Flaçà                                |             | Obra popular XIX Final                           | Flaçà Pl. de l'Estació, la Bolla   | 42° 02′ 50″ N, 2° 57′ 22″ E / 42.047225°N,2.955984°E | IPA-20988     | Estació de Flaçà · Vegeu més fotos d'aquest monument · Carregueu una nova foto d'aquest monument                                |
| Can Jouer                                       |             | Obra popular                                     | Flaçà La Bolla                     | 42° 02′ 35″ N, 2° 56′ 58″ E / 42.043124°N,2.949468°E | IPA-20989     | Carregueu una nova foto d'aquest monument                                                                                       |
| Ermita de Sant Fermí                            |             | Gòtic XVI, XX Mitjan                             | Flaçà La Colònia                   | 42° 02′ 56″ N, 2° 57′ 39″ E / 42.048969°N,2.960708°E | IPA-20987     | Ermita de Sant Fermí (Flaçà) · Vegeu més fotos d'aquest monument · Carregueu una nova foto d'aquest monument                    |
| Ermita de la Mare de Déu de l'Esperança         |             | Obra popular XVI                                 | Flaçà Veïnat de Ferreres           | 42° 02′ 42″ N, 2° 58′ 20″ E / 42.044983°N,2.972117°E | IPA-20981     | Ermita de la Mare de Déu de l'Esperança (Flaçà) · Vegeu més fotos d'aquest monument · Carregueu una nova foto d'aquest monument |
| Feixes Monadell, Drenatge Monadell              |             | Obra popular Medieval, XVIII, XIX                | Flaçà Monadell                     |                                                      | IPA-42935     | Carregueu una nova foto d'aquest monument                                                                                       |
| Pou de gel Can Peric                            |             | Obra popular XVIII                               | Flaçà Can Peric                    |                                                      | IPA-42978     | Carregueu una nova foto d'aquest monument                                                                                       |